# Voo Avianca 410
O voo Avianca 410 foi uma linha aérea da empresa Avianca que ligava as cidades de Cúcuta e Cartagena de las Índias. No dia 17 de março de 1988, um Boeing 727, prefixo HK-1716, que cobria essa linha sofreu um acidente aéreo, matando todos os seus 143 ocupantes.

## Aeronave
O Boeing 727 surgiu do esforço conjunto das empresas United Airlines, American Airlines, e Eastern Air Lines, que necessitavam de uma aeronave trijato. Seu primeiro voo seria realizado em 9 de fevereiro de 1963. Seriam construídas 1832 aeronaves que voariam em centenas de companhias aéreas do mundo. A Avianca operaria 27 aeronaves da versão 727-100 e 18 aeronaves da versão 727-200, adquiridas entre 1966 e 1978, sendo boa parte usada. A Aeronave acidentada era da versão 727-21 e havia sido construída em 1966 para a Pan Am. Registrada como N321PA, a aeronave voaria na empresa até 1974, quando foi adquirida pela Avianca, recebendo o prefixo HK-1716.

## Acidente
No dia 17 de março de 1988, o Boeing 727 foi preparado para realizar o voo Avianca 410 entre Cúcuta e Cartagena. Após taxiar rumo à pista 33 do aeroporto Aeroporto Internacional Camilo Daza em Cúcuta, a aeronave decolaria às 13:13 min. Após sobrevoar  a região montanhosa da Cordilheira Oriental (próxima a fronteira com a Venezuela) abaixo do teto de segurança, a aeronave bateria na copa de árvores até atingir em cheio a encosta da montanha de La Cuchilla às 13h18 min. Após desaparecer das telas dos radares, foi iniciada uma extensa busca na região de Cúcuta. Os destroços da aeronave seriam encontrados às 4h30 min por equipes de busca. O impacto com La Cuchilla não deixaria sobreviventes e espalharia destroços por uma extensão de 60 m.

## Investigações
Após o acidente foram iniciadas as investigações. A caixa da preta da aeronave foi encontrada, facilitando os trabalhos da comissão investigadora. Foi constatado que a tripulação estava distraída na cabine de comando (por conta da presença de um tripulante extra), não tendo percebido que a aeronave estava voando em altitude abaixo do teto de segurança na região da Cordilheira Oriental. Quando soaram os alarmes de segurança, uma confusão se instalou na cabine, não havendo tempo suficiente para impedir o choque com a montanha de de La Cuchilla. Esse foi o maior acidente aéreo ocorrido na Colômbia até o desastre do Voo 965 da American Airlines, ocorrido em 1995.